# ديف لوسون
ديف لوسون (بالإنجليزية: Dave Lawson)‏ هو صانع فيديو ساخر ‏ أسترالي، ولد في 25 سبتمبر 1978.